# لشکر دویست و نود و یکم پیاده‌نظام (ورماخت)
لشکر دویست و نود و یکم پیاده‌نظام (به آلمانی: 3. Infanterie Division) یکی از لشکرهای پیاده‌نظام نیروی زمینی در دوره رایش سوم بود که در ماه فوریه سال ۱۹۴۰ تشکیل شد و در جریان جنگ جهانی دوم ضمن حضور نسبی در فرانسه، عموماً در جبهه شرقی به نبرد پرداخت.

## عملیات بارباروسا
با آغاز تهاجم آلمان به اتحاد جماهیر شوروی در جریان عملیات بارباروسا، لشکر دویست و نود و یکم پیاده‌نظام به رهبری سرلشکر کورت هرتسوگ تحت فرماندهی مستقیم ارتش هجدهم از گروه ارتش شمال، از ۲۲ ژوئن سال ۱۹۴۱، تهاجم خود را به منطقه بالتیک آغاز کرد. این لشکر شامل هنگ‌های ۵۰۴، ۵۰۵ و ۵۰۶ پیاده‌نظام، در روز نخست پس از گذر از مرز با گزارش مه غلیظ که میدان دید را به شدت کاهش داده بود، با مقاومتی شدید از نیروهای ارتش سرخ در شمال ممل مواجه شد. با کشته شدن ستوان دوم واینروسکی از این لشکر در این نبرد، نخستین تلفات گروه ارتش شمال به وقوع پیوست. لشکر دویست و نود و یکم پیاده‌نظام نهایتاً با فائق آمدن بر مقاومت دشمن در خط مرزی و جبران وقت صرف شده در آن موضع، شروع به پیشروی در ساحل دریای بالتیک کرد. ساعت ۴:۵۰ سرلشکر هرتسوگ گزارش کرد نیروهایش به کروتینگن رسیده‌اند. لشکر در این شهر و شهر پالانگا در غرب آن که توسط هنگ ۵۰۵ پیاده‌نظام آن به فرماندهی سرهنگ کارل لومِیِر مورد هجوم قرار گرفته بود، نیز با مقاومت روبرو شد. ساعت ۸:۲۵ گزارش تصرف کروتینگن پس از نبرد خیابانی و نزدیک شدن هنگ ۵۰۵ پیاده‌نظام به داربنای در ۱۵ کیلومتری مرز، مخابره گشت. در این حال پالانگا همچنان تصرف نشده بود که ساعت ده صبح این شهر نیز به زیر سلطه آلمانی‌ها درآمد و ده هواگرد دشمن در آن به شکل سالم به غنیمت گرفته شد. ساعت ۱۸:۳۰ نیروهای جلودار هنگ ۵۰۵ پیاده‌نظام لشکر خود را به اسکوئوداس در مرز لتونی رساندند و شهر را در عرض ۲ ساعت به تصرف درآوردند. بدین ترتیب طلایه‌داران این لشکر در عرض ۱۶ ساعت ۶۵ کیلومتر پیشروی کرده بودند. در این موقعیت سرلشکر هرتسوگ قصد داشت به سرعت به طرف لیپایا یورش ببرد که ارتشبد گئورگ فن کوشلر، فرمانده ارتش هجدهم، از او خواست بدون توقف، با در نظر گرفتن جانب احتیاط و تأمین جناحین خود، سرعت پیشروی را کاهش دهد. با رسیدن لشکر تا روز بعد به لیپایا، نبرد سنگین خیابانی و خانه‌به‌خانه بین نیروهای آلمانی و قوای لشکر شصت و هفتم تفنگ‌دار شوروی به فرماندهی سرتیپ نیکلای ددائف درگرفت. تصرف این شهر برای آلمانی‌ها سه روز به طول انجامید و در نتیجه آن بیشتر نیروهای لشکر شصت و هفتم تفنگدار از جمله فرمانده آن از بین رفتند و مابقی آن‌ها به سمت ریگا عقب نشستند.
روز ۱۶ اوت در تعقیب نیروهای در حال عقب‌نشینی شوروی، عناصر لشکر دویست و نود و یکم پیاده‌نظام بر گذرگاه‌های رود ناروا مسلط شدند.

## ضد حمله زمستانه شوروی
ماه اکتبر سال ۱۹۴۲، فرماندهی گروه ارتش شمال پذیرفت در پی فرمان هیتلر به اریش فن مانشتاین مبنی بر به‌کارگیری ارتش یازدهم در دفاع از منطقه محدب رژف، پنج لشکر خود از جمله لشکر دویست و نود و یکم پیاده‌نظام را در اختیار ارتش یازدهم قرار دهد اما با این حال در برابر انتقال واقعی این لشکرها مقاومت نشان داد. به هر صورت این لشکر به فرماندهی سرلشکر ورنر گوریتس ۱۸ نوامبر در نزدیکی نفل به ارتش یازدهم ملحق شد. در همین موضع برخی عناصر این لشکر با اجرای ضد حمله پیشروی لشکر بیست و هشتم تفنگ‌دار شوروی را متوقف کردند.

### نبرد ولیکیه لوکی
روز ۲۴ نوامبر با موافقت سرتیپ فریدریش شولتس، رئیس ستاد ارتش یازدهم یکی از هنگ‌های لشکر دویست و نود و یکم پیاده‌نظام جهت دفاع از ولیکیه لوکی به گروه شفالری پیوست. همان روز هنگ ۵۰۵ گرینادیر این لشکر که از نفل راهی اسمولنسک بود، بازگشت و موظف شد برای تقویت بیشتر ولیکیه لوکی به گروه شرودر ملحق شود. روز ۲۶ نوامبر هنگ دیگری از لشکر دویست و نود و یکم پیاده‌نظام به گروه شفالری پیوست تا تنها یک هنگ برای آن باقی بماند. این لشکر در درگیری‌های اطراف ولیکیه لوکی در عرض تنها دو روز متحمل ۴۰۰ تن تلفات شد. نهایتاً پنجم دسامبر، با اصرار فن در شفالری بر دریافت نیروی کمکی، گونتر فن کلوگه، فرمانده گروه ارتش مرکز مواقفت خود را با الحاق مابقی لشکر دویست و نود و یکم پیاده‌نظام به گروه شفالری اعلام کرد.

### اقدام برای شکستن محاصره ولیکیه لوکی
پس از به محاصره درآمدن نیروهای آلمانی در ولیکیه لوکی، نیروهای باقی مانده گوریتس شامل چهار گردان پیاده‌نظام، مقداری توپخانه و تعداد اندکی توپ تهاجمی، از هشتم ماه دسامبر شروع به استقرار در جنوب لشاکوفو در جنوب غربی ولیکیه لوکی کردند. عصر روز بعد با آغاز تلاش گروه شفالری برای شکستن محاصره از جانب جنوب غربی، نیروهای لشکر دویست و نود و یکم پیاده‌نظام موفق شدند در برابر مقاومت سبک دشمن، چند کیلومتر به سمت ولیکیه لوکی پیشروی کنند تا نهایتاً در برابر لشکر نهم محافظ شوروی متوقف شدند. نیروهای گوریتس دهم و یازدهم دسامبر با دریافت مقداری کمک از گروه کلات، مجدداً پیشروی‌های کوچک دیگری انجام داد و تا دوازدهم دسامبر قادر شد لشافوکو و سراگینو را پاکسازی کند. در مجموع این چهار روز این لشکر توانسته بود صرفاً ۴ کیلومتر پیشروی کند و نیروهای جلودار آن همچنان با ولیکیه لوکی ۱۷ کیلومتر فاصله داشتند درحالیکه نیروهای قدرتمندی از دشمن در جناحین آن مستقر بودند. با این وجود این لشکر هنوز هنگ واگذار شده خود را که در نفل دچار مشکل شده بود، بازنیافته بود. هنگامی که هنگ ۵۰۴ گرینادیر در حال انتقال به سمت لشکر دویست و نود و یکم پیاده‌نظام بود، برخورد قطار جلودار آن با مین کار گذاشته شده توسط پارتیزان‌های شوروی بر روی ریل، منجر به کشته شدن سرهنگ فن فرانتسیوس، فرمانده هنگ و زخمی شدن بیشتر نفرات ستاد هنگ شد. وقتی دو گردان این هنگ خود را به لشکر رساندند، لشکر گوریتس همچنان دچار کمبود افسران فرماندهی بود. روز چهاردهم دسامبر این لشکر خود را به بوتیتینو رساند و روز بعد در جناح چپ گروه وولر به تهاجم ادامه داد. روز بیستم دسامبر این لشکر با سه کیلومتر پیشروی دیگر در مسیری باریک در اراضی مردابی و جنگلی خود را به دهکده بورتسفا رساند و نزدیک به ۷۰ سرباز ارتش سرخ را به اسارت گرفت. پیشروی در نهایت با گل‌آلود شدن اراضی در اثر باراندگی فراوان، تلفات سنگین و مقاومت شدید دشمن متوقف شد. در این موقعیت مولر به فن کلوگه اعلام کرد که لشکر دویست و نود و یکم پیاده‌نظام منهدم شده و از توان رزمی آن تنها ۶۷۶ نفر باقی مانده‌است.